# 211-я стрелковая дивизия (2-го формирования)
Не следует путать с 211-й стрелковой дивизией 1-го формирования
211-я стрелковая дивизия (2-го формирования) — стрелковое формирование (соединение, стрелковая дивизия) РККА ВС СССР, принимавшее участие в Великой Отечественной войне, с 3 мая 1942 года по 11 мая 1945 года.
Полное действительное наименование, по окончании войны — 211-я Черниговская Краснознамённая ордена Суворова стрелковая дивизия.

## История
Дивизия была сформирована зимой 1941—1942 года в районе города Чкалов Южно-Уральского военного округа, и отбыла на фронт 29 марта 1942 года. В начале мая она вступила в бои на территории Орловской области РСФСР.
Летом 1943 года во время Курской битвы соединение в составе 70-й армии Центрального фронта обороняла северное основание выступа в районе Верхнее Гранкино — Шепелёво, находясь чуть западнее от направления главного удара немцев.
Осенью 1943 года формирование отличилась при освобождении города Чернигов. В ночь на 19 сентября войска Центрального фронта форсировали Десну восточнее и юго-западнее города. К исходу 20 сентября части 28-го стрелкового корпуса подошли к Чернигову. 211 сд перерезала Черниговское шоссе на участке Михайло-Коцюбинское — Андреевка. В ночь на 21 сентября войска корпуса начали штурм города и к полудню полностью его освободили.
В ознаменование успешно проведённой операции 211 сд наряду с другими формированиями была 21 сентября 1943 года удостоена почётного наименования «Черниговская».
Свой вклад в победу она внесла и при форсировании Днепра, в ходе которого дивизия участвовала в расширении плацдарма на его правом берегу в районе с. Новошепеличи Житомирской области.
В конце ноября 1943 года дивизия вела бои в районе д. Ястребеньки, где против неё действовало около 110 немецких танков с пехотой. Немцам удалось захватить д. Старицкую, однако тем же вечером части 237 и 211 сд отбросили противника на исходные позиции.
Дивизия принимала участие в Житомирско-бердичевской наступательной операции (24 декабря 1943 — 14 января 1944), а также Проскуровско-Черновицкой операции (4 марта — 17 апреля 1944), в ходе которой 20 марта вместе с другими частями освободила от немцев Винницу, а затем продолжила преследование войск противника. 17 апреля немцы перешли в контрнаступление, потеснив части 70-й гвардейской стрелковой дивизии, но подошедшие 161 и 211 сд приостановили дальнейшее продвижение врага.
Во время Львовско-Сандомирской операции (13 июля — 29 августа 1944) дивизия действовала на участке к востоку от г. Обыдра. В ходе Карпатско-Ужгородской наступательной операции (9 сентября — 28 октября 1944) она наступала во втором эшелоне 101-го стрелкового корпуса, вводясь из-за правого его фланга в общем направлении Поток — Поляны.
В январе 1945 года началась Ясло-Горлицкая операция. 211 сд дивизия вела наступление во втором эшелоне 67-го стрелкового корпуса. Она была введена в бой днём 18 января. Форсировав Дунаец, дивизия овладела железнодорожной станцией Марциновице и создала здесь плацдарм для наступления на Новы-Сонч, который она вместе с другими частями освободила 20 января.
С целью овладения Моравско-Остравским промышленным районом советское командование провело 10 марта — 5 мая 1945 года Моравско-Остравскую наступательную операцию, в которой была задействована и 211 сд. 16 апреля 1-я гвардейская армия силами 107, 3-го гвардейского стрелковых корпусов и 211 сд, нанесли удар в направлении на Богумин и, сломив сопротивление противника, овладела станцией Осина.

## Состав
- управление
- 887-й стрелковый полк
- 894-й стрелковый полк
- 896-й стрелковый полк
- 829-й артиллерийский полк
- 357-й отдельный истребительно-противотанковый дивизион
- 90-я зенитная артиллерийская батарея (до 25.4.42 г.)
- 376-я разведывательная рота
- 572-й сапёрный батальон
- 725-й отдельный батальон связи (30-я отдельная рота связи)
- 292-й медико-санитарный батальон
- 358-я отдельная рота химзащиты
- 447-я автотранспортная рота
- 428-я полевая хлебопекарня
- 893-й дивизионный ветеринарный лазарет
- 1681-я полевая почтовая станция
- 1084-я полевая касса Госбанка[8]

## В составе
| В составе  | В составе                | В составе             | В составе               |
| На дату    | Фронт (округ)            | Армия                 | Корпус                  |
| ---------- | ------------------------ | --------------------- | ----------------------- |
| 01.01.1942 | Южно-Уральский ВО (ЮУВО) | —                     | —                       |
| 01.02.1942 | ЮУВО                     |                       | —                       |
| 01.03.1942 | ЮУВО                     |                       | —                       |
| 01.04.1942 | Резерв Ставки ВГК        |                       | —                       |
| 01.05.1942 | резерв Ставки ВГК        |                       | —                       |
| 01.06.1942 | Брянский фронт           | 48-я армия            | —                       |
| 01.07.1942 | Брянский фронт           | 48-я армия            | —                       |
| 01.08.1942 | Брянский фронт           | 48-я армия            | —                       |
| 01.09.1942 | Брянский фронт           | 48-я армия            | —                       |
| 01.10.1942 | Брянский фронт           | 48-я армия            | —                       |
| 01.11.1942 | Брянский фронт           | 48-я армия            | —                       |
| 01.12.1942 | Брянский фронт           | 48-я армия            | —                       |
| 01.01.1943 | Брянский фронт           | 48-я армия            | —                       |
| 01.02.1943 | Брянский фронт           | 13-я армия            | —                       |
| 01.03.1943 | Брянский фронт           | —                     | —                       |
| 01.04.1943 | Центральный фронт        | 13-я армия            | 28-й стрелковый корпус  |
| 01.05.1943 | Центральный фронт        | 70-я армия            | 28-й стрелковый корпус  |
| 01.06.1943 | Центральный фронт        | 70-я армия            | 28-й стрелковый корпус  |
| 01.07.1943 | Центральный фронт        | 70-я армия            | 28-й стрелковый корпус  |
| 01.08.1943 | Центральный фронт        | 13-я армия            | 28-й стрелковый корпус  |
| 01.09.1943 | Центральный фронт        | 13-я армия            | 28-й стрелковый корпус  |
| 01.10.1943 | Центральный фронт        | 13-я армия            | 28-й стрелковый корпус  |
| 01.11.1943 | 1-й Украинский фронт     | 13-я армия            | 15-й стрелковый корпус  |
| 01.12.1943 | 1-й Украинский фронт     | 38-я армия            | 17-й стрелковый корпус  |
| 01.01.1944 | 1-й Украинский фронт     | 38-я армия            | 17-й стрелковый корпус  |
| 01.02.1944 | 1-й Украинский фронт     | 38-я армия            | 17-й стрелковый корпус  |
| 01.03.1944 | 1-й Украинский фронт     | 38-я армия            | 101-й стрелковый корпус |
| 01.04.1944 | 1-й Украинский фронт     | 38-я армия            | 101-й стрелковый корпус |
| 01.05.1944 | 1-й Украинский фронт     | 38-я армия            | 101-й стрелковый корпус |
| 01.06.1944 | 1-й Украинский фронт     | 38-я армия            | 101-й стрелковый корпус |
| 01.07.1944 | 1-й Украинский фронт     | 38-я армия            | 101-й стрелковый корпус |
| 01.08.1944 | 1-й Украинский фронт     | 38-я армия            | 101-й стрелковый корпус |
| 01.09.1944 | 1-й Украинский фронт     | 38-я армия            | 101-й стрелковый корпус |
| 01.10.1944 | 1-й Украинский фронт     | 38-я армия            | 67-й стрелковый корпус  |
| 01.11.1944 | 1-й Украинский фронт     | 38-я армия            | 76-й стрелковый корпус  |
| 01.12.1944 | 4-й Украинский фронт     | 38-я армия            | 101-й стрелковый корпус |
| 01.01.1945 | 4-й Украинский фронт     | 38-я армия            | 67-й стрелковый корпус  |
| 01.02.1945 | 4-й Украинский фронт     | 38-я армия            | 67-й стрелковый корпус  |
| 01.03.1945 | 4-й Украинский фронт     | 38-я армия            | 67-й стрелковый корпус  |
| 01.04.1945 | 4-й Украинский фронт     | 1-я гвардейская армия | 67-й стрелковый корпус  |
| 01.05.1945 | 4-й Украинский фронт     | 1-я гвардейская армия | 67-й стрелковый корпус  |

## Награды дивизии
- 21 сентября 1943 года — Почетное наименование «Черниговская» — присвоено приказом Верховного Главнокомандующего от 21 сентября 1943 года за отличие в боях за освобождение Чернигова.
- 23 марта 1944 года —  Орден Красного Знамени — награждена указом Президиума Верховного Совета СССР от 23 марта 1944 года за образцовое выполнение заданий командования в боях за освобождение города Винницы и проявленные при этом доблесть и мужество.[10]
- 5 апреля 1945 года —  Орден Суворова II степени — награждена указом Президиума Верховного Совета СССР от 5 апреля 1945 года за образцовое выполнение заданий командования в боях в немецкими захватчиками при овладении городом Бельско и проявленные при этом доблесть и мужество.[11]

Награды частей дивизии:
- 887-й стрелковый Горлицкий Краснознаменный[12] ордена Кутузова[13] полк
- 894-й стрелковый Львовский Краснознаменный[13] ордена Богдана Хмельницкого[14] (II степени) полк
- 896-й стрелковый Краснознаменный[12] ордена Суворова[14] полк
- 829-й артиллерийский ордена Богдана Хмельницкого (II степени)[12] полк

## Командование

### Командиры
- Баринов Александр Борисович (12.12.1941 — 23.06.1942), полковник.
- Махлиновский, Виктор Львович (24.06.1942 — 16.01.1944), полковник, с 14.02.1943 генерал-майор.
- Кичаев, Николай Алексеевич (17.01.1944 — 28.03.1944), генерал-майор.
- Коченов, Григорий Матвеевич (29.03.1944 — 25.04.1944), полковник.
- Томиловский Георгий Сергеевич (26.04.1944 — 26.06.1944), полковник.
- Елин, Иван Павлович (27.06.1944 — 28.09.1944), подполковник.
- Томиловский Георгий Сергеевич (29.09.1944 — ??.08.1945), полковник.

### Заместители командира
- Хотеев, Степан Павлович (19.01.1945 — ??.08.1945), полковник

### Начальники штаба
- Петровский, Степан Фёдорович (12.12.1941 — ??.05.1942), полковник

## Отличившиеся воины
Герои Советского Союза, воевавшие в дивизии.
- Лебедев Алексей Иванович.
- Мардар Михаил Алексеевич.
- Мурахтов, Павел Кузьмич, сержант, командир взвода пешей разведки 894-го стрелкового полка.
- Семёнов, Иван Ильич, старший лейтенант, командир огневого взвода 887-го стрелкового полка.
- Соколов Николай Михайлович, красноармеец, стрелок 896-го стрелкового полка.
- Томиловский, Георгий Сергеевич — командир соединения.
- Шиленков, Николай Николаевич, сержант, наводчик орудия 896-го стрелкового полка.

 Кавалеры ордена Славы трёх степеней.
- Гаршин, Иван Порфирьевич, старший сержант, разведчик взвода пешей разведки 894-го стрелкового полка.
- Касьян, Иван Павлович, младший сержант, разведчик взвода пешей разведки 896-го стрелкового полка.
- Марочкин, Егор Семёнович, рядовой, связной командира 2-го стрелкового батальона 896-го стрелкового полка.
- Салманов, Митрофан Лаврентьевич, старший сержант, командир отделения взвода пешей разведки 894-го стрелкового полка.
- Селезнёв, Александр Гаврилович, старший сержант, командир отделения взвода пешей разведки 896-го стрелкового полка.
- Смирнов, Николай Михайлович, старшина, командир отделения взвода пешей разведки 896-го стрелкового полка.
- Усиченко, Григорий Прохорович, ефрейтор, разведчик 376-й отдельной разведывательной роты.
- Эльдаров, Сулейман Алескер оглы, сержант, командир орудийного расчёта 829-го артиллерийского полка.